# Bradley Sowell
Bradley Sowell (Hernando, 6 giugno 1989) è un giocatore di football americano statunitense che gioca nel ruolo di offensive tackle per i Chicago Bears della National Football League (NFL). Al college ha giocato a football a Mississippi.

## Carriera professionistica
Dopo non essere stato scelto nel Draft NFL 2012, Sowell firmò con i Tampa Bay Buccaneers. Dopo essere stato svincolato nel settembre 2012, passò agli Indianapolis Colts con cui debuttò come professionista subentrando nella gara della settimana 2 contro i Minnesota Vikings. La sua stagione si chiuse con 10 presenze, nessuna delle quali come titolare. L'anno successivo passò agli Arizona Cardinals con cui disputò per la prima volta tutte le 16 gare stagionale, di cui dodici come titolare.
Nella stagione 2014, disputò tutte le 16 gare stagionali, senza partite da titolare.
Il 26 febbraio 2015, Sowell rinnovò con i Cardinals per un anno.
Il 14 marzo 2016, Sowell firmò con i Seattle Seahawks un contratto di un anno del valore di 1,5 milioni di dollari. Vi giocò 10 partite di cui 9 come titolare.
Il 2 maggio 2017 Sowell firmò un contratto di un anno con i Chicago Bears.